# ناحیه شوگرکریک، شهرستان کلینتون، ایلینوی
ناحیه شوگرکریک، شهرستان کلینتون، ایلینوی (به انگلیسی: Sugar Creek Township) یک منطقهٔ مسکونی در ایالات متحده آمریکا است که در شهرستان کلینتون، ایلینوی واقع شده‌است. ناحیه شوگرکریک ۶٬۱۸۴ نفر جمعیت دارد و ۱۴۷ متر بالاتر از سطح دریا واقع شده‌است.